# Heilig Kreuz (Schönbrunn)

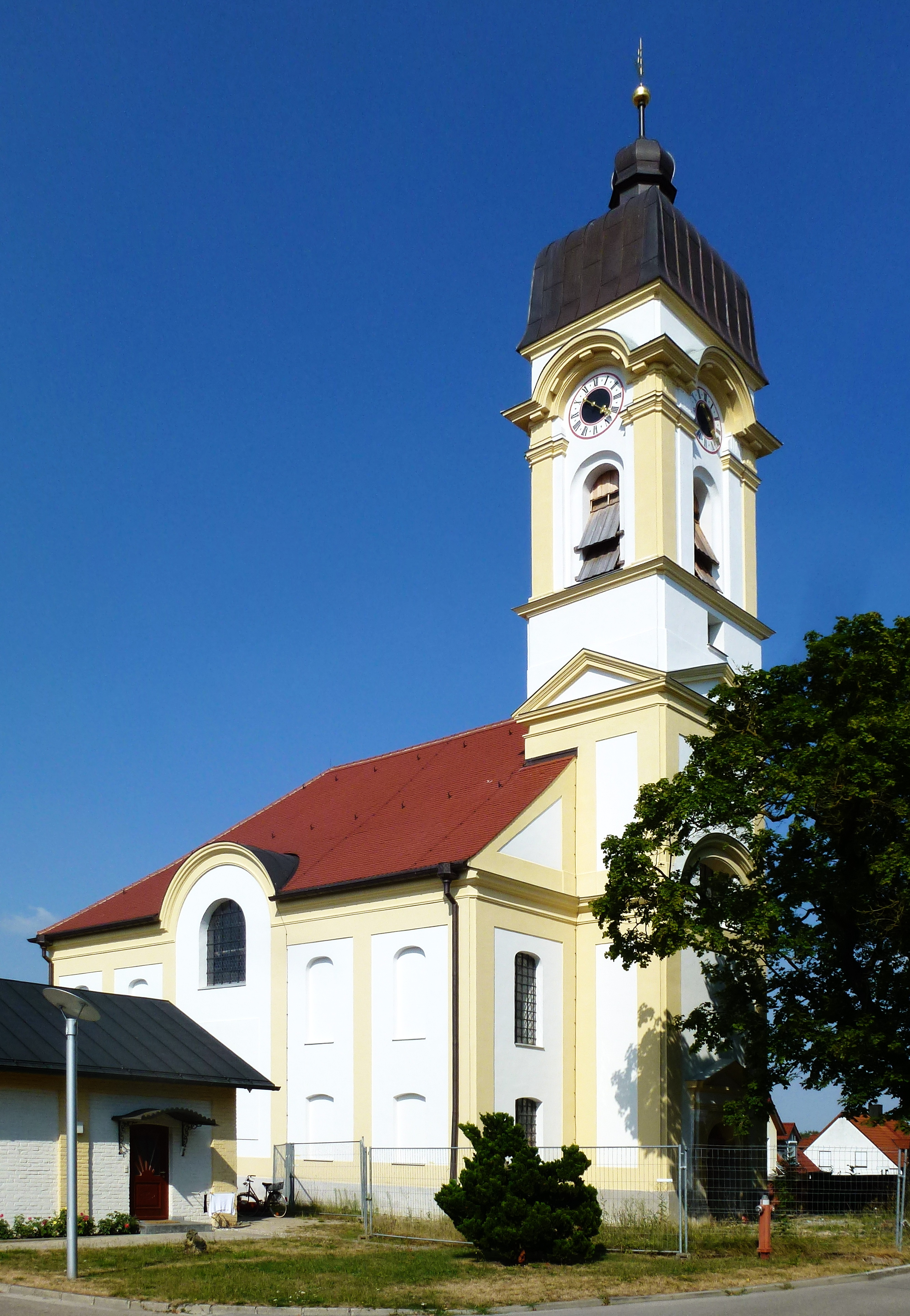
Kirche Heilig Kreuz in Schönbrunn

Die katholische Filialkirche und ehemalige Hofmarkkirche Heilig Kreuz in Schönbrunn, einem Gemeindeteil von Röhrmoos im oberbayerischen Landkreis Dachau, wurde 1723/24 an der Stelle der seit 1315 belegten Katharinenkirche errichtet. Die Kirche am Kirchweg 4, inmitten des Friedhofs, ist ein geschütztes Baudenkmal.
Seit 2001 ist die Kirche innen eingerüstet, leer geräumt und wegen Baufälligkeit geschlossen.

## Architektur
Bei dem Zentralbau von Johann Baptist Gunetzrhainer treten aus dem rechteckigen Grundriss nur die korbbogige Apsis und der halb eingestellte querrechteckige Turm im Süden mit vierseitiger geschweifter Haube und Laterne sowie das Eingangsportal heraus. Die Sakristei, die Oratorien und die Nebenräume sind in den Eckräumen untergebracht. Bedeckt wird der Raum mit einer Flachkuppel über einer die Ecken betonenden Pilastergliederung mit korinthischen Kapitellen und einem hohen Gebälk. Für die Gestaltung des Innenraumes ist ein Einfluss von Joseph Effner anzunehmen.
Der Bandelwerkstuck stammt wohl von Charles Claude Dubut. Das Deckenfresko des Münchner Hofmalers Balthasar Augustin Albrecht von 1724 stellt die Verehrung des Kreuzes dar.

## Ausstattung
Die Ausstattung mit drei Altären stammt aus der Erbauungszeit.